# The Centaurus
The Centaurus est un ensemble de gratte-ciel construit à Islamabad au Pakistan de 2005 à 2013.
Il comporte un centre commercial et 3 gratte-ciel de 32 étages (128 m) :
- The Centaurus Corporate,
- The Centaurus Mall,
- The Centaurus Residencia.

The Centaurus Hotel, prévu pour 2018, aurait dû être le plus haut gratte-ciel du Pakistan, avec 200 m et 41 étages. Sa construction a été annulée.
Son architecte est l'agence britannique WS Atkins.

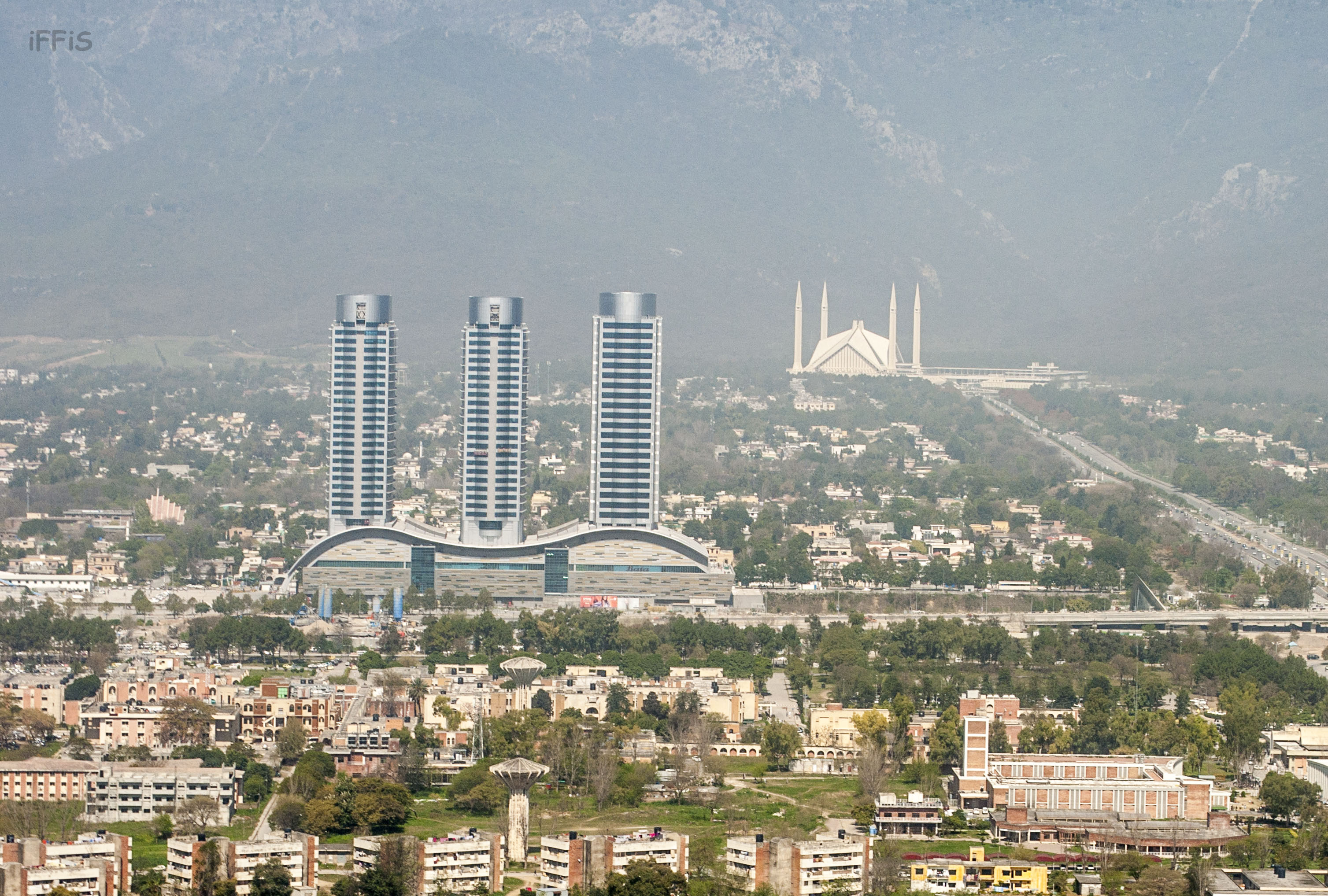
The Centaurus et la mosquée Faisal (à droite) en 2015.